# ایرلند
ایرلند سومین جزیرهٔ بزرگ اروپا و بیست و دومین جزیرهٔ بزرگ جهان است که در شمال غربی اروپا قرار دارد و شامل جمهوری ایرلند و ایرلند شمالی است. در شرق جزیرهٔ ایرلند، جزیرهٔ بریتانیا قرار دارد و دریای ایرلند در میان این دو جزیره قرار گرفته است. نام کشور در زبان اصلی‌شان ایر (Eire) است و همچنین از ملیت‌شان با عنوان ایرین (Eireann) یاد می‌کنند.
جمعیت این جزیره کمی بیش از ۹ میلیون نفر است که از این تعداد ۷٬۴ میلیون نفر در جمهوری ایرلند ساکن‌اند.
از دیدگاه سیاسی جمهوری ایرلند پنج ششم از جزیره را در اختیار دارد. یک ششم بقیهٔ جزیره را ایرلند شمالی تشکیل می‌دهد که جزئی از کشور پادشاهی متحده است.

## نگارخانه

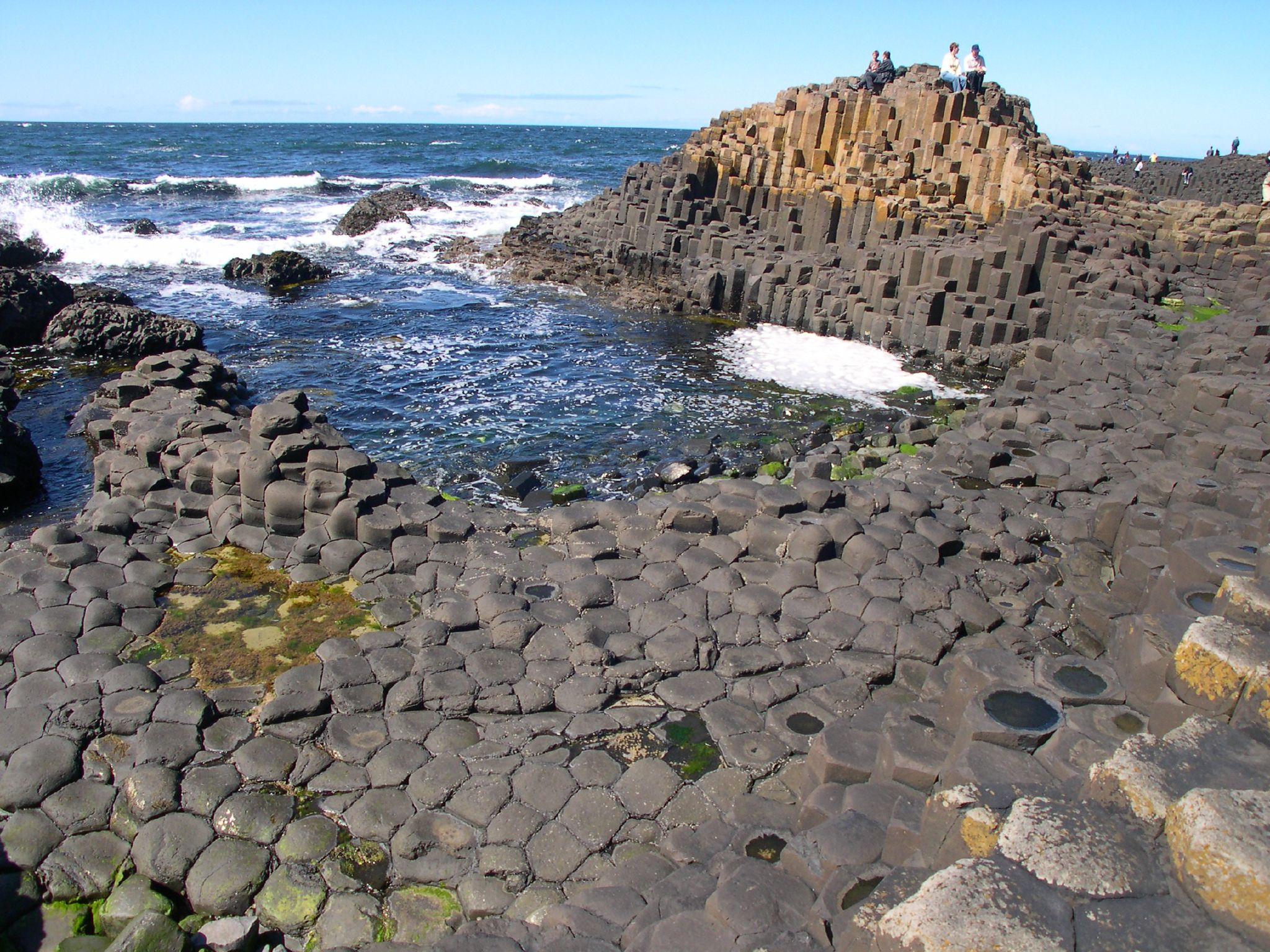
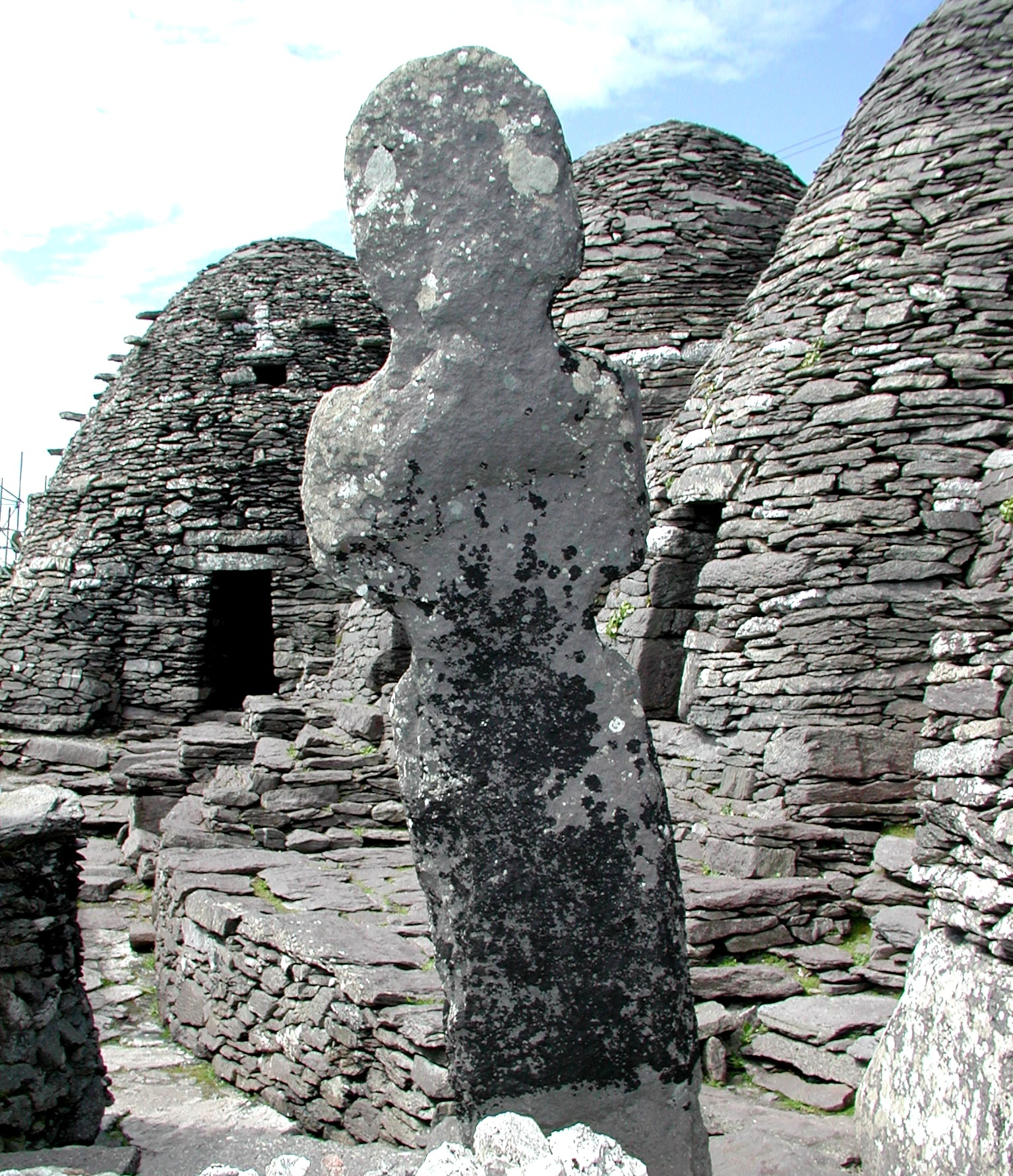
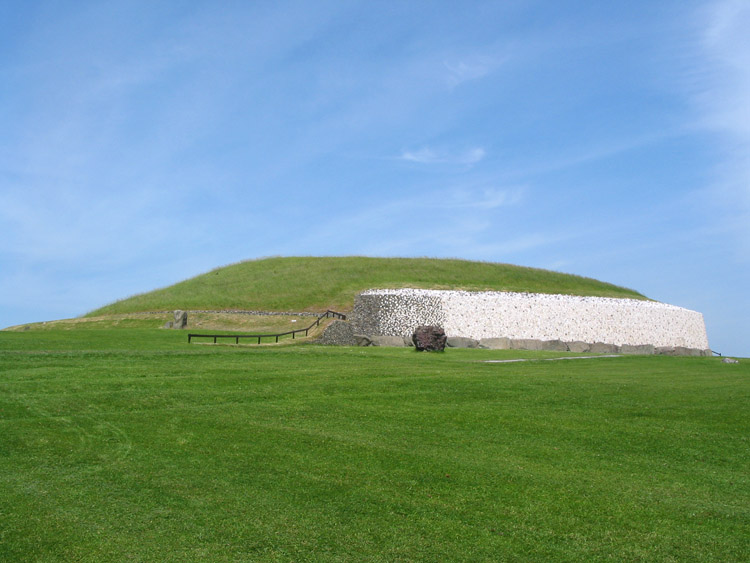